# De Witte Ruiter
De Witte Ruiter (Originele titel: Le Chevalier blanc) is een Belgische stripreeks die bedacht werd door Raymond Macherot. De reeks werd echter vooral door Fred Funcken en Liliane Funcken gemaakt.

## Inhoud
In de dertiende eeuw wordt de vader van de Franse ridder Johan van Dardemont vermoord door een zekere Koenraad de Wolf. Johan komt terug van een kruistocht en komt daarachter. Ook ontdekt hij dat een beroemde, gemaskerde wreker in feite Johans vader en hun voorouders blijkt geweest te zijn. Hierop wordt Johan in de eerste verhalen net zoals zijn voorouders de Witte Ruiter om zijn vader te wreken. Later zou Johan samen met zijn vrienden Pijl en IJzerhakker de zwakkeren beschermen.

## Publicatiegeschiedenis

### Macherot-Funcken-Funcken (1953-1963)
In de jaren 50 werkte het echtpaar Fred Funcken en Liliane Schorils bij het tijdschrift Tintin/Kuifje. Deze reeks wordt hun bekendste reeks uit deze periode. Fred tekent en Liliane inkt en kleurt zijn tekeningen in. Later zouden ze dat verdelen.
In 1953 toonde tekenaar Raymond Macherot een scenario voor een realistische ridderstrip aan Evany en Hergé bij het stripblad Tintin/Kuifje. Macherot had ook enkele tekeningen gemaakt. Evany en Hergé vonden Macherot echter geschikter voor een humoristischer strip waarop Fred Funcken het scenario kocht. Fred Funcken werd dan de tekenaar van het eerste verhaal. Liliane inkte en kleurde in die periode tevens het werk van haar man in. De Funckens waren toen vrij pril getrouwd en hadden een kind. Hergé was tevreden over hen, zelfs als ze weinig indienden. Hergé zorgde voor de documentatie voor deze stripreeks. Vanaf het tweede album werden de albums zowel geschreven als getekend door de Funckens tot het tiende verhaal in 1963.
De reeks was tevens een van de eerste Europese stripreeksen die in het Engels vertaald werd. Dit gebeurde onder de titel Phantom Knight.
Door de beperkte albumuitgaven werd de reeks na tien jaar stopgezet voor de andere reeksen van de Funckens zoals Harald de Viking, Doc Silver en Capitan.
De albums van de reeks verschenen niet in een reeks, maar in enkele collecties. In de jaren 50 en 60 verschenen er vijf albums zowel in het Frans als in het Nederlands in enkele collecties bij Le Lombard. In 1979 en 1980 gaf Chlorophylle in het Frans vier albums uit. In 1980 en 1981 heeft Magic Strip zes albums in het Frans heruitgegeven. In het Nederlands verschenen er tussen 1979 en 1981 ook tien albums bij Paul Rijperman.

### Convard-Funcken-Funcken (1984-1987)
In 1982 eindigde het project L'Encyclopédie des Uniformes et de Armes de Tous les Temps van de Funckens waarop ze zich terug meer gingen concentreren op het stripblad Tintin/Kuifje. De uitgever van het blad stelde voor om deze stripreeks verder te zetten. De Funckens gingen akkoord, maar wilden een scenarist. Hoofdredacteur Jean-Luc Vernal stelde Didier Convard aan als scenarist, maar Convard belde de Funckens hierop op. Hij wilde namelijk dat zijn favoriete reeks niet verdergezet mocht worden, maar de Funckens konden hem overtuigen.
Hierop verschenen er enkele korte verhalen in Tintin/Kuifje op scenario van Convard en met tekeningen van de Funckens. In 1994 en 1995 gaf Hélyode in het Frans drie albums uit. De korte verhalen uit de jaren 80 werden toen gebundeld in twee albums.
In 2014 gaf BD Must in het Frans in een beperkte uitgave alle verhalen uit in twaalf albums in chronologische volgorde. Daarnaast gaf BD Must in datzelfde jaar die twaalf albums ook uit in het Nederlands.

## Verhalen

### Albums
Het eerste verhaal werd geschreven door Raymond Macherot en getekend door Fred Funcken. De 9 verhalen erna werden geschreven en getekend door Fred Funcken en Liliane Funcken. De laatste 2 albums werden geschreven door Didier Convard en getekend door de Funckens.
De Witte Ruiter verscheen in verscheidene collecties en reeksen, maar in 2014 gaf uitgeverij BD Must alle verhalen chronologisch uit in een reeks van 12 albums.
| Nr. | Titel                             | Originele titel             | Publicatiejaar Tintin | Uitgavejaar album |
| --- | --------------------------------- | --------------------------- | --------------------- | ----------------- |
| 1   | De Witte Ruiter                   | Le chevalier blanc          | 1953-1954             | 1956              |
| 2   | De magische drank                 | Le nectar magique           | 1954                  | 1961              |
| 3   | De schat Van Nezzour Pasja        | Le trésor de Nezzour-Pacha  | 1954-1955             | 1979              |
| 4   | De Witte Ruiter tegen de Tartaren | L'usurpateur                | 1955-1956             | 1980              |
| 5   | De schaduw van het zwaard         | L'ombre du glaive           | 1958                  | 1979              |
| 6   | Geen genade                       | Sans pitié                  | 1960                  | 1962              |
| 7   | De onbekende vijand               | L'agresseur inconnu         | 1960                  | 1979              |
| 8   | De verkochte kroon                | Échec au Roi                | 1960-1961             | 1981              |
| 9   | Het fatale teken                  | Le signe fatal              | 1961                  | 1979              |
| 10  | De eed van de boogschutter        | Le serment de l'archer      | 1963                  | 1965              |
| 11  | Erfgenaam van de Gouden Horde     | L'héritier de la horde d'or |                       | 1994              |
| 12  | De schat van de Katharen          | Le trésor des cathares      |                       | 1994              |

### Korte verhalen
Het eerste verhaal uit 1981 werd getekend door Crisse. De overige verhalen werden geschreven door Didier Convard en getekend door de Funckens. De korte verhalen werden gebundeld in de laatste 2 albums.
| Titel                         | Originele titel             | Aantal pagina's | Publicatiejaar Tintin |
| ----------------------------- | --------------------------- | --------------- | --------------------- |
| Naamloos                      |                             | 2               | 1981                  |
| Het kasteel van de angst      | Le château de l’angoisse    | 10              | 1984                  |
| Opgestaan uit de dood         | Le revenant de Montfaucon   | 6               | 1985                  |
| Erfgenaam van de gouden horde | L’héritier de la horde d’or | 15              | 1985                  |
| De verboden stad              | La cité interdite           | 15              | 1986                  |
| Het geheim van Montferrier    | Le secret de Montferrier    | 16              | 1986                  |
| De man in het rood            | L’homme en rouge            | 14              | 1986                  |
| De eed op de brandstapel      | Le serment du bucher        | 15              | 1987                  |